# طوماش جون
طوماش جون (بالتشيكية: Tomáš Jun)‏ (17 يناير 1983 في التشيك - ) هو لاعب كرة قدم تشيكي في مركز الهجوم. شارك مع منتخب التشيك تحت 17 سنة لكرة القدم ومنتخب التشيك تحت 19 سنة لكرة القدم ومنتخب جمهورية التشيك تحت 20 سنة لكرة القدم ومنتخب جمهورية التشيك تحت 21 سنة لكرة القدم ومنتخب جمهورية التشيك لكرة القدم. أما مع النوادي، فقد لعب مع أوستريا فيينا وسبارتا براغ ونادي بشكتاش ونادي تيبليتسه ونادي رايندورف آلتاخ ونادي طرابزون سبور ونادي يابلونتس وSC Ritzing ‏.

## وصلات خارجية
- طوماش جون على موقع الاتحاد الدولي (مؤرشف)  (الإنجليزية)
- طوماش جون على موقع الاتحاد الأوربي (الإنجليزية)
- طوماش جون على موقع الاتحاد التشيكي (الإنجليزية)
- طوماش جون على موقع اتحاد تركيا (لاعب) (الإنجليزية)
- طوماش جون على موقع قاعدة بيانات كرة القدم.إي يو (الإنجليزية)
- طوماش جون على موقع ناشيونال فوتبول تيمز (الإنجليزية)
- طوماش جون على موقع Soccerway.com (الإنجليزية)
- طوماش جون على موقع عالم كرة القدم.نت (الإنجليزية)
- طوماش جون على موقع AS.com (الإسبانية)